# Haworthiopsis attenuata
Haworthiopsis attenuata (лат.) (син. Haworthia attenuata) — суккулентное травянистое растение, вид рода Хавортиопсис (Haworthiopsis) подсемейства Асфоделовые (Asphodeloideae) семейства Ксанторреевые (Xanthorrhoeaceae) (ранее асфоделовые выделялись в отдельное семейство).
Кустовидное, очень изменчивое растение, обычно полностью без стебля, которое даёт много побегов, которые образуют плотные розетки из 30-40 суккулентных листьев, длиной 5-8 см и шириной у основания примерно 1 см. Листья удлинённо-ланцетные, молодые растут прямо вверх, старые выгибаются наружу. Тёмно-зелёная поверхность листьев покрыта мелкими бугорками, которые вместе образуют продольную линию на верхней стороне каждого листа и поперечную на нижней. Края листьев закруглены, и на них тоже есть бугорки. В конце весны - начале лета из центра розетки развиваются соцветия высотой 30-40 см, с кистью до 18 см, собранной из трубчатых белых с зеленоватым оттенком цветков длиной 2 см.
Вид распространён в ЮАР (Восточная Капская провинция). Чаще всего, именно он разводится вместо вида Haworthiopsis fasciata (хавортиопсис полосатый) и путается с последней. Различаются они просто: у полосатой хавортии верхняя (повёрнутая к розетке) часть листа гладкая (не имеет белых бугорков).
Содержать растение просто. Требуется полутень, поскольку растение не переносит прямого солнечного света. Умеренный полив в период вегетации, сухое содержание зимой. Размножение происходит семенами, листовыми черенками или отделением боковых побегов весной.